# NGC 7443
NGC 7443 је лентикуларна галаксија у сазвежђу Водолија која се налази на NGC листи објеката дубоког неба.
Деклинација објекта је - 12° 48' 28" а ректасцензија 23h 0m 8,7s. Привидна величина (магнитуда) објекта NGC 7443 износи 12,9 а фотографска магнитуда 13,8. NGC 7443 је још познат и под ознакама MCG -2-58-15, PGC 70218.